# Lê Thị Thu Hằng
Lê Thị Thu Hằng (sinh ngày 2 tháng 12 năm 1972 tại Hà Nội) là một nhà ngoại giao người Việt Nam. Bà hiện là Thứ trưởng Bộ Ngoại giao Việt Nam. Bà từng giữ các chức vụ Người Phát ngôn Bộ Ngoại giao Việt Nam đồng thời là Trợ lý Bộ trưởng kiêm Vụ trưởng Vụ Thông tin báo chí của Bộ Ngoại giao (từ ngày 30 tháng 3 năm 2017, thay cho ông Lê Hải Bình).

## Xuất thân và trình độ học vấn
Lê Thị Thu Hằng sinh ngày 2 tháng 12 năm 1972 tại Hà Nội
Lê Thị Thu Hằng là học sinh chuyên tiếng Nga khóa đầu tiên của Trường Trung học phổ thông chuyên Hà Nội - Amsterdam.
Năm 1994, bà tốt nghiệp cử nhân Anh văn, khoa phiên dịch tiếng Nga, Trường Đại học Ngoại ngữ Thanh Xuân (nay là Trường Đại học Hà Nội). Bà thông thạo tiếng Anh và tiếng Nga.
Bà còn có bằng cử nhân Luật, Trường Đại học Luật Hà Nội.
Bà lấy bằng thạc sĩ Ngoại giao và Truyền thông Quốc tế, Đại học West of England (Vương quốc Anh).

## Sự nghiệp
Từ năm 1996 (24 tuổi) bà vào ngành ngoại giao và bắt đầu công tác tại Vụ Thông tin Báo chí, Bộ Ngoại giao Việt Nam.
Từ tháng 5 năm 2001 đến tháng 12 năm 2004, bà làm Tùy viên Văn hóa Báo chí, Đại sứ quán Việt Nam tại Liên bang Nga.
Sau nhiệm kỳ tại Liên bang Nga, bà trở lại công tác tại Vụ Thông tin Báo chí. Từ 2009, bà làm Phó Vụ trưởng Vụ Thông tin báo chí.
Từ tháng 1 năm 2012 đến tháng 5 năm 2015, bà là Tham tán Công sứ, Phó Đại sứ Đại sứ quán Việt Nam tại Vương quốc Liên hiệp Anh và Bắc Ireland.
Tháng 10 năm 2015, bà giữ chức Quyền Vụ trưởng Vụ Thông tin Văn hoá, Uỷ ban Nhà nước về người Việt Nam ở nước ngoài.
Từ tháng 6 năm 2016 đến tháng 3 năm 2017, bà là Vụ trưởng Vụ Thông tin văn hoá, Uỷ ban Nhà nước về người Việt Nam ở nước ngoài.
Từ tháng 4 năm 2017, bà giữ chức Vụ trưởng Vụ Thông tin Báo chí, Người Phát ngôn Bộ Ngoại giao.
Ngày 16 tháng 8 năm 2021, bà được bổ nhiệm làm Trợ lý Bộ trưởng kiêm Vụ trưởng Vụ Thông tin Báo chí, Người Phát ngôn Bộ Ngoại giao.
Ngày 02 tháng 12 năm 2022, bà được bổ nhiệm làm Thứ trưởng Bộ Ngoại giao.
Ngày 28 tháng 4 năm 2023, bà kiêm giữ chức Chủ nhiệm Ủy ban Nhà nước về người Việt Nam ở nước ngoài.

## Phát biểu
Tại buổi họp báo của Bộ Ngoại giao chiều ngày 5 tháng 4 năm 2018, trả lời phóng viên về việc một số tổ chức nhân quyền lên án phiên tòa cùng ngày xét xử sơ thẩm 6 bị cáo, trong đó có Luật sư Nguyễn Văn Đài, bị VKSND Tối cao truy tố về tội "Hoạt động nhằm lật đổ chính quyền nhân dân", bà Hằng khẳng định: "Về thông tin do một số tổ chức nhân quyền đưa ra, tôi bác bỏ những thông tin sai sự thực, thiếu khách quan. Ở Việt Nam không có cái gọi là tù nhân lương tâm, không có việc những người tự do bày tỏ chính kiến mà bị bắt giữ".